# Dysplasie fibreuse des os
 Mise en garde médicale
La dysplasie fibreuse des os est une affection dans laquelle les os et la moelle sont remplacés par des tissus fibreux, ce qui donne des os faibles et fragiles. En conséquence, les principales complications résultent des fractures, déformations, gênes dans les articulations/fonctionnement et douleurs. La maladie apparait dans un spectre clinique large allant d'asymptomatique, à des lésions incidentes ou à une maladie handicapante sévère. La maladie peut affecter un seul os (monostotique) ou plusieurs (polyostotique). La dysplasie fibreuse est très rare et n'est pas soignable. Elle n'est pas un cancer.

## La prévalence en France
La dysplasie fibreuse des os fait partie des maladies dites rares. On estime qu'environ 2 000 à 3 000 personnes seraient concernées en France par cette maladie. Mais des chiffres précis sont difficiles à obtenir, car de nombreuses personnes peuvent être concernées sans en être conscientes. Dans les cas les moins sévères, la maladie est découverte par hasard lors d'une radiographie pour un tout autre motif.

## Les causes de la maladie
Cette maladie est due à la mutation du gène GNAS sur le chromosome 20. Cette mutation empêche les cellules qui fabriquent les os de se développer correctement. Cette mutation est dite somatique, c'est-à-dire qu'elle a lieu après la fécondation. Le même individu porte donc en lui des cellules normales et des cellules mutées. Le nombre de cellules mutées varient très fortement d'un individu à l'autre, ce qui explique la différence de symptôme d'une personne à une autre. Mais surtout cette anomalie n'est pas héréditaire. Elle ne se transmet pas. 